# Polen i olympiska vinterspelen 1988
Polen deltog med 32 deltagare vid de olympiska vinterspelen 1988 i Calgary. Ingen av landets deltagare erövrade någon medalj.